# Echinopsole breviceratae
Echinopsole breviceratae is een slakkensoort uit de familie van de Facelinidae. De wetenschappelijke naam van de soort is voor het eerst geldig gepubliceerd in 1962 door Burn.